# Pollia scabra
Pollia scabra é uma espécie de molusco pertencente à família Buccinidae.
A autoridade científica da espécie é Locard, tendo sido descrita no ano de 1892.
Trata-se de uma espécie presente no território português, incluindo a zona económica exclusiva.